# 纳撒尼尔·怀特
纳撒尼尔·怀特（Nathaniel White，1960年7月26日—）是美国一位連環殺手。1990年代初期活跃于纽约州哈德遜河谷地区。怀特承认他在假释期间殴打和刺死六名妇女。 